# لقاح الإنفلونزا
لقاح الإنفلونزا هو عبارة عن تطعيم موسمي سنوي باستخدام لقاح يحوي أجسام مضادة تقاوم فيروسات الإنفلونزا ويحفز الجهاز المناعي لدى الإنسان.
. ويحتوي اللقاح عادة على عدة أنواع من الفيروسات المضعفة أو الميتة. تتغير هذه اللقاحات تبعًا لتغير الفيروسات المتوقع انتشارها سنويًا، وينصح بأخذ التطعيم سنويًا لضمان استمرار المناعة التي تتراوح ما بين صفر - 90%، وفي الحالات التي تحصل بها الإصابة بالإنفلونزا بعد التطعيم تكون الإعراض أخف وأقل حدة.كل لقاح للإنفلونزا الموسمية يحتوي على ثلاثة أنواع من فيروسات الإنفلونزا: نوع واحد إنفلونزا A H3N2 ، نوع واحد من سلالة H1N1 إنفلونزا سلالة فيروس (موسمي)، وسلالة فيروس الإنفلونزا B . يعطى اللقاح عادة في بداية فصل الشتاء (في شهر أكتوبر أو نوفمبر) عندما تكثر الإصابة بالإنفلونزا. والمدة المتوقعة للحماية من الإنفلونزا هي سنة.وينصح بأخذ التطعيم سنويًا لضمان استمرار المناعة التي تتراوح ما بين صفر - 90%
يتم تركيب لقاحات الإنفلونزا الموسمية كل عام، على أساس التوصيات الموسمية لمنظمة الصحة العالمية، وتحتوى على مضادات الهيماجلوتينين وإنزيم النورامينيداز لنوعين فرعيين من فيروس الإنفلونزا A (H3N2، H1N1) وفيروس الإنفلونزا B.صدقت هيئة الغذاء والدواء الأمريكية على لقاح الإنفلونزا للعام 2012-2013 .يجدر بالذكر أن فيروسات الإنفلونزا لديها القدرة على تفادى الجهاز المناعى بالجسم، من خلال مرورها المستمر باختلافات جينية مستمرة، وقد تتغير من فصل إلى آخر.ويفسر ذلك تعرض الأفراد لسلالات جديدة على الرغم من الإصابة السابقة بفيروسات إنفلونزا أخرى، فقد يكون لدى الأشخاص وقاية محدودة ضد الفيروسات الجديدة السائدة.وهذا هو سبب الحاجة إلى تغيرات في سلالات لقاح الإنفلونزا من عام لآخر والسبب وراء توصية السلطات الطبية بتلقى لقاح الإنفلونزا سنويا.اللقاح يحتوي على ثلاثة أنواع فقط من الفيروسات المسببة، لانه يوجد العديد من سلالات الفيروسات المسببة للإنفلونزا. لذلك اللقاح يكون مضاد لثلاثة أنواع من هذه الفيروسات الثلاثة والتي تعتبر أشهر المسببات المنتشرة حاليا.

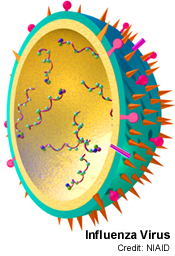
احدى نماذج الانفلونزا في أحد معاهد الولايات المتحدة الأمريكية

## الأنواع
- -لقاح عن طريق الحقن:(The flu shot): وهو عبارة عن فيروس غير محفز (ميت) ويعطى عن طريق الحقن. ويمكن استخدامه للأطفال أكبر من 6 شهور كما يمكن استخدامه للأشخاص السليمين أو الذين لديهم أمراضا مزمنة، وأيضا للحوامل.
- -لقاح الإنفلونزا عن طريق الأنف: ويحتوي على فيروس حي ولكنه مضعف بحيث أنه غير قادر على إصابة الشخص بالإنفلونزا. ويمكن استخدامه للأشخاص من 5 سنوات حتى 65 سنة ولا يستخدم للحوامل..[4]

يمكن استخدامه في حالة الحمل والإرضاع.

## الاستخدامات الطبية
توصي مراكز السيطرة على الأمراض والوقاية منها الأمريكية بلقاح الإنفلونزا باعتباره الطريقة الأفضل للحماية من الإنفلونزا والحد من انتشارها. يمكن أن يقلل لقاح الإنفلونزا أيضًا شدة الإنفلونزا إذا أصيب الشخص بسلالة فيروسية لا يحتويها اللقاح. يستغرق تكوين الأجسام المضادة الواقية نحو أسبوعين بعد التلقيح.
وجد تحليل تلوي أُجري في 2012 أن التلقيح ضد الإنفلونزا فعال في 67% من الحالات. السكان الأكثر استفادة وفقًا للتحليل هم البالغون المصابون بفيروس نقص المناعة البشري الذين تتراوح أعمارهم بين 18 و55 عامًا (76%)، والبالغون الأصحاء الذين تتراوح أعمارهم بين 18 و46 عامًا (نحو70%)، والأطفال الأصحاء الذين تتراوح أعمارهم بين ستة أشهر و24 شهرًا (66%). ظهر أيضًا أن لقاح الإنفلونزا يحمي من احتشاء عضلة القلب بفائدة 15-45%.

### الفعالية
تُعبّر كفاءة اللقاح عن قدرته على خفض الإصابة بالمرض في ظروف خاضعة للرقابة، أما الفعالية، فتمثل الانخفاض الملحوظ في خطر الإصابة بعد وضع اللقاح قيد الاستخدام في العالم الحقيقي. بالنسبة للقاح الإنفلونزا، من المتوقع أن تكون الفعالية أقل من الكفاءة لأن فعاليته تُقاس باستخدام معدلات الإصابة بالأمراض الشبيهة بالإنفلونزا التي قد لا تكون مُسبّبة بفيروس الإنفلونزا. تظهر لقاحات الإنفلونزا عمومًا كفاءة عالية، وتقاس كفاءتها بإنتاج الأجسام المضادة في النماذج الحيوانية أو الأشخاص الذين تلقوا اللقاح. دراسة فعالية لقاح الإنفلونزا في العالم الحقيقي صعبة؛ قد لا يطابق اللقاح السلالات الفيروسية المنتشرة، ويختلف انتشار الفيروس بشكل كبير بين عام وآخر، وكثيرًا ما يُخلط بين الإنفلونزا والأمراض الأخرى الشبيهة. ومع ذلك، في معظم السنوات (16 من أصل 19 عامًا قبل 2007)، طابقت سلالات لقاح الإنفلونزا السلالات المنتشرة على نحو جيد، ويمكن أن يوفر اللقاح غير المطابق حماية متصالبة. يتغير الفيروس بسرعة بسبب الانسياق المستضدي، وهو حدوث طفرة طفيفة في الفيروس تسبب ظهور سلالة جديدة.
يوفر التلقيح السنوي المتكرر عمومًا حماية مناسبة من الإنفلونزا سنويًا. توجد أدلة تشير إلى أن التلقيح المتكرر يمكن أن يسبب انخفاضًا في فعالية اللقاح ضد بعض الأنواع الفرعية للإنفلونزا. لا يغير هذا من توصيات التلقيح السنوي الحالية ولكنه قد يؤثر على سياسة التلقيح المستقبلية. اعتبارًا من عام 2019، توصي مراكز السيطرة على الأمراض والوقاية منها بتلقي اللقاح السنوي إذ تُظهر معظم الدراسات الفعالية الإجمالية لهذا الإجراء ضد الإنفلونزا.

#### كوفيد-19
لا يقي التلقيح ضد الإنفلونزا من الإصابة بكوفيد-19، لكنه يحمي من الإصابة بالإنفلونزا وكوفيد-19 معًا، وتزيد هذه الإصابة المشتركة بشكل كبير من خطورة المرض. تظهر الأبحاث أن المرضى المصابين بالفيروسين معًا أكثر عرضة للوفاة بمقدار الضعف مقارنة بالمرضى المصابين بكوفيد-19 فقط. يمكن للمرضى الذين تعافوا من كوفيد-19 تلقي لقاح الإنفلونزا بأمان. ويمكن إعطاء لقاح الإنفلونزا ولقاح كوفيد-19 في الوقت نفسه بأمان.

#### الانتقادات
وصف توم جيفرسون، الذي قاد مراجعات مؤسسة كوكرين المتعلقة بلقاحات الإنفلونزا، الأدلة السريرية المتعلقة بلقاحات الإنفلونزا بأنها «هراء»، وصرح أنها غير فعالة؛ ودعا إلى إجراء تجارب سريرية مُعشاة منضبطة بالغفل، والتي يعتبرها معظم العاملين في هذا المجال غير أخلاقية. رُفضت آراؤه المتعلقة بفعالية لقاحات الإنفلونزا من قبل المؤسسات الطبية ومن ضمنها مراكز السيطرة على الأمراض والوقاية منها ومعاهد الصحة الوطنية الأمريكية، ومن قبل الشخصيات البارزة في هذا المجال مثل أنتوني فاوتشي.
أوصى مايكل أوسترهولم، الذي قاد مراجعة مركز بحوث وسياسات الأمراض المعدية عام 2012 بشأن لقاحات الإنفلونزا، بالحصول على اللقاح لكنه انتقد الترويج الزائد له، قائلًا: «لقد بالغنا في الترويج لهذا اللقاح ومدحه...  فهو لا يحمي مثلما اُشيع عنه. هذا عملٌ هدفه المبيعات: إنها مسألة علاقات عامة».

### الأطفال
توصي مراكز السيطرة على الأمراض والوقاية منها بأن يتلقى الجميع لقاح الإنفلونزا الموسمية باستثناء الأطفال الذين تقل أعمارهم عن ستة أشهر. تولي حملات التلقيح اهتمامًا خاصًا للأشخاص المعرضين للمضاعفات الخطيرة إذا أصيبوا بالإنفلونزا، كالنساء الحوامل والأطفال دون 59 شهرًا وكبار السن والمصابين بأمراض مزمنة أو ضعف مناعي، ومن يتعامل مع هذه الفئات، كالعاملين في مجال الرعاية الصحية.
نظرًا لأن عدد الوفيات بين الأطفال الذين يصابون بالإنفلونزا مرتفع أيضًا، توصي مراكز السيطرة على الأمراض ومنظمة الصحة العالمية بتلقيح المخالطين المنزليين للرضع ومقدمي الرعاية لهم لتقليل خطر انتقال عدوى الإنفلونزا إلى الرضع.
تبين أن اللقاح يقلل خطر الإصابة بالإنفلونزا وربما الأمراض الشبيهة بالإنفلونزا عند الأطفال. البيانات التي تتناول الأطفال دون السنتين محدودة. خلال موسم الإنفلونزا 2017-2018، أشار مدير مراكز السيطرة على الأمراض إلى أن 85% من الأطفال الذين ماتوا «لم يتلقوا اللقاح، على الأرجح».
في الولايات المتحدة، واعتبارًا من يناير 2019، توصي مراكز السيطرة على الأمراض بإمكانية إعطاء الأطفال الذين تتراوح أعمارهم بين ستة أشهر و35 شهرًا 0.25 مل/جرعة أو 0.5 مل/جرعة من لقاح فلوزون رباعي التكافؤ. لا يوجد تفضيل لأي من هذين الحجمين لدى هذه الفئة العمرية. يجب أن يتلقى جميع الأشخاص الأكبر من 36 شهرًا 0.5 مل/جرعة من فلوزون رباعي التكافؤ. اعتبارًا من أكتوبر 2018، رُخص لقاح أفلوريا رباعي التكافؤ للأطفال الأكبر من ستة أشهر في الولايات المتحدة. يجب أن يتلقى الأطفال الذين تتراوح أعمارهم بين ستة أشهر و35 شهرًا 0.25 مل/جرعة من لقاح أفلوريا رباعي التكافؤ. يجب أن يتلقى جميع الأشخاص الأكبر من 36 شهرًا 0.5 مل/جرعة من لقاح أفلوريا رباعي التكافؤ. اعتبارًا من فبراير 2018، رُخص لقاح أفلوريا تيترا للبالغين والأطفال الأكبر من خمس سنوات في كندا.
في 2014، نشرت اللجنة الاستشارية الوطنية الكندية للتمنيع مراجعتها للتلقيح ضد الإنفلونزا عند الأطفال الأصحاء الذين تتراوح أعمارهم بين 5 و18 عامًا، وفي 2015، نشرت مراجعة لاستخدام لقاح فلواد المخصص للأطفال عند الأطفال بين 6 و72 شهرًا. في دراسة مجراة في مركز إحالة من الدرجة الثالثة، بلغت نسبة الأطفال المُلقحين ضد الإنفلونزا 31% فقط. بلغت معدلات التلقيح عند الأطفال مُثبطي المناعة والأطفال الذين يعانون من الداء المعوي الالتهابي (46%).

### البالغون
تظهر أعراض مشابهة لأعراض الزكام عند 16% من البالغين غير الملقحين، وتنخفض النسبة إلى نحو 10% عند البالغين الملقحين. أدى التلقيح إلى خفض حالات الإنفلونزا المؤكدة من نحو 2.4% إلى 1.1%. لكنه لم يظهر أي تأثير على الاستشفاء.
وجدت مراجعة أجرتها مؤسسة كوكرين أن التطعيم أدى إلى انخفاض متواضع في أعراض الإنفلونزا وأيام التغيب عن العمل عند البالغين العاملين، دون ظهور أي تأثير على انتقال العدوى أو المضاعفات المتعلقة بالإنفلونزا. يمكن أن توفر لقاحات الإنفلونزا حماية معتدلة ضد الإنفلونزا المؤكدة فيروسيًا عند البالغين العاملين الأصحاء، رغم أن هذه الحماية تقل بشكل كبير أو تغيب في بعض المواسم.
وجدت مراجعة في 2006 فائدة خالصة عند العاملين في مجال الرعاية الصحية. من بين ثماني عشرة دراسة شملتها هذه المراجعة، قيمت دراستان فقط العلاقة بين وفيات المرضى وتلقي العاملين الصحيين اللقاح. وجدت كلا الدراستين أن نسب التلقيح الأعلى بين العاملين في مجال الرعاية الصحية مرتبطة بانخفاض وفيات المرضى. وجدت مراجعة في 2014 أن تلقي العاملين في مجال الرعاية الصحية للقاح ترافق مع فوائد للمرضى مدعومة بأدلة معتدلة استندت جزئيًا إلى الانخفاض الملحوظ في وفيات المرضى الناتجة عن جميع الأسباب عند تلقيح العاملين مقارنة بمرضى لم يُعط رُعاتهم الصحيون اللقاح.

### كبار السن
الدليل على فائدة اللقاح لدى البالغين فوق 65 عامًا غير واضح.  لم تجد المراجعات المنهجية التي تفحصت الدراسات المعشاة المنضبة ودراسات الحالات والشواهد أدلة عالية الجودة. وجدت مراجعات لدراسات الحالات والشواهد فوائد ضد الإنفلونزا المؤكدة مختبريًا والالتهاب الرئوي والوفاة بين المسنين في المجتمع.
الفئة الأكثر عرضة للإصابة بالإنفلونزا غير الوبائية، كبار السن، هي الفئة الأقل استفادة من اللقاح. توجد أسباب كثيرة لهذا الانخفاض الحاد في فعالية اللقاح، أهمها انخفاض الوظيفة المناعية والضعف المرتبط بالتقدم في السن. في السنوات غير الوبائية، يكون الشخص في الولايات المتحدة الذي يتراوح عمره بين 50 و64 عامًا أكثر عرضة للوفاة المرتبطة بالإنفلونزا بمقدار عشر أضعاف مقارنةً بالفرد الأصغر سنًا، ويكون الشخص الأكبر من 65 عامًا أكثر عرضة للوفاة المرتبطة بالإنفلونزا بمقدار عشر أضعاف مقارنةً بالفئة العمرية 50- 64 عامًا.

## الأشخاص الذين يحتاجون اللقاح
ليس بالضروري أن يأخذ كل شخص لقاح الإنفلونزا ولكن هناك أشخاص يفضل لهم أن يتحصنوا باللقاح ومن هذه الحالات:
1. كبار السن والذين قد يكونون في خطر من مضاعفات الإنفلونزا على صحتهم العامة.
2. الأشخاص الذين يعانون من أمراض مزمنة مثل: أمراض الرئة والربو وأمراض الكلى وأمراض القلب وداء السكري.
3. الأشخاص المصابون بأمراض الأعصاب. مثل: المصابون بداء الصرع.
4. الأشخاص ضعيفي المناعة. مثل: مرضى الإيدز، مرضى السرطان، الذين يتعالجون بالأشعة وأدوية السرطان،
5. المرضى الذين يتعاطون أدوية الاستيرودات (الكورتزون) لفترات طويلة.

## الأشخاص الذين لا يعطون اللقاح
يوجد بعض الحالات التي لا يعطى التطعيم لهم ومنها:
1. الأشخاص الذين عانوا من أعراض شديدة عند أخذ اللقاح في المرة السابقة.
2. الأشخاص الذين عانوا من متلازمة غيلان باريه(Guillain-Barré (GBS).
3. الأطفال أقل من ستة شهور .
4. الأشخاص الذين يعانون من أعراض لقاح الإنفلونزا.
5. من سبق له أخذ لقاح حي اخر خلال 4اسابيع ماضية.
6. مرضى الكلى وامراض السكري.
7. الأطفال مثبطو المناعة.
8. مستخدمي علاج الاسبيرين.

## فوائد اللقاح

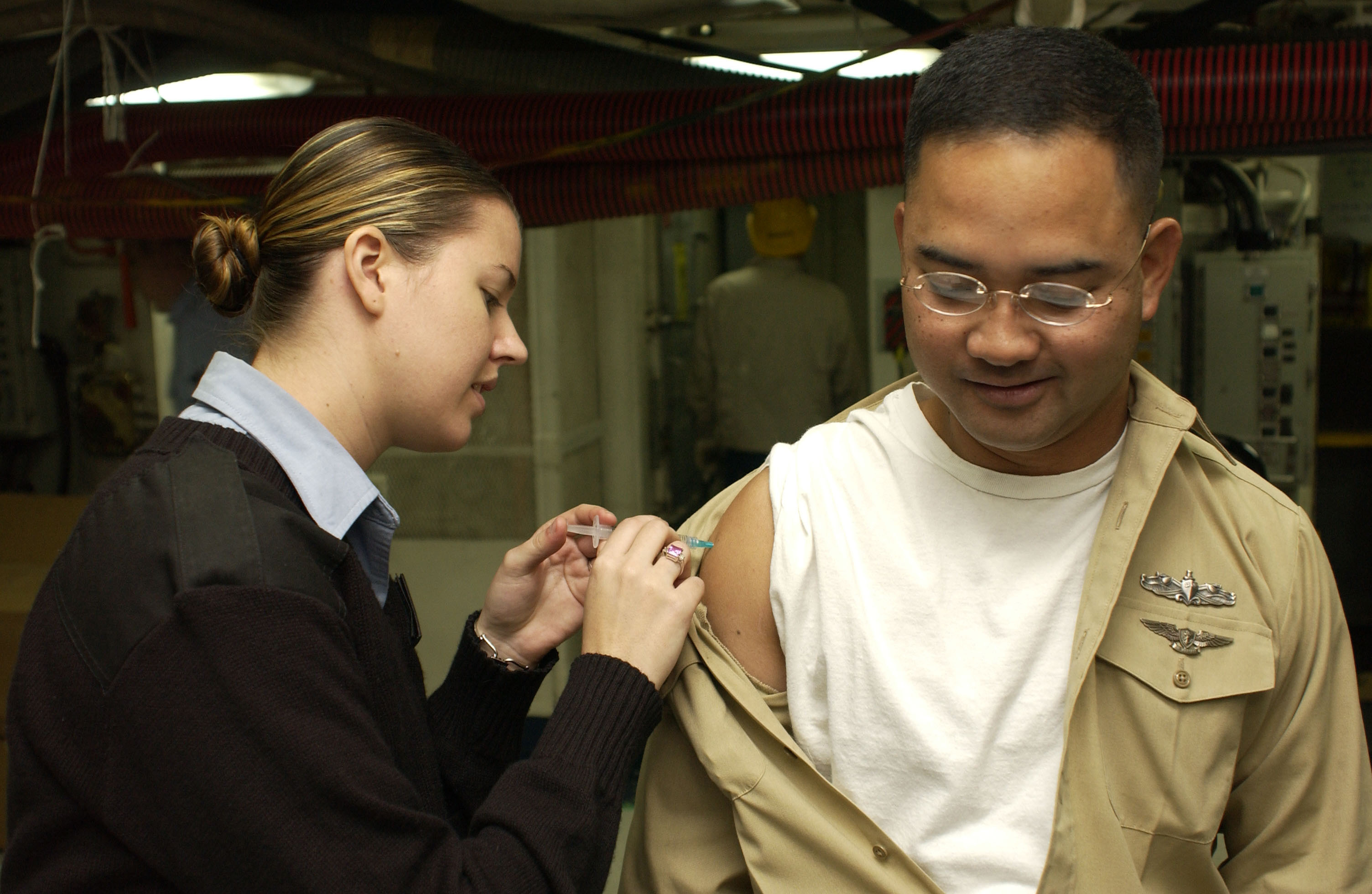
أحد الأشخاص يتلقى لقاح الانفلونزا

في اغلب الحالات يكون للتطعيم ضد الإنفلونزا فوائد منها الوقاية من أنواع من الفايروسات المسببة، فبمقدور التطعيم خفض خطر الإصابة بعدوى الإنفلونزا بنسبة تصل إلى حدود 80 في المائة ..بعد التطعيم تكون الإعراض أخف وأقل حدة.
في بعض الدراسات الحديثة أثبتت أن حقنة لقاح الإنفلونزا الموسمية تقي الشخص ليس فقط من الإصابة بنزلات البرد والإنفلونزا، ولكن أيضاً تقلل من فرص الإصابة بأمراض القلب والأزمات القلبية بنسبة 50%.

## الأعراض الجانبية
يعتبر اللقاح آمناً، ولكن قد توجد بعض الأعراض الجانبية بناءً على نوع اللقاح المستخدم:
- اللقاح عن طريق الحقن: قد يعاني الشخص من ألم في مكان الحقنة، ارتفاع درجة الحرارة، ألم في العضلات مع الشعور بالإجهاد.
- اللقاح عن طريق الأنف: قد يعاني الشخص من الصداع، ألم في الحلق، السعال.

وأهم طرق الوقاية من الإنفلونزا تكون بتجنب عمل المجهود العضلي من بداية الإحساس بأعراض الإنفلونزا، الإكثار من شرب السوائل وخاصة العصائر الطبيعية والسوائل الدافئة المحلاة بالعسل. استعمال الباراسيتامول للتخفيف من الصداع وآلام العضلات ولتخفيض درجة الحرارة. تغطية الأنف والفم عند العطاس.

## وصلات خارجية
صحيفة عناية الالكترونية
منضمة الغذاء والصحة الأمريكية
http://www.alarabiya.net/articles/2012/10/16/243973.html
http://arabic.cnn.com/2011/scitech/11/6/flu.injection/index.html
http://www.alriyadh.com/2012/10/30/article780287.html
- The Compelling Need for Game-Changing Influenza Vaccines نسخة محفوظة 6 مايو 2013 على موقع واي باك مشين. مركز بحوث وسياسات الأمراض المعدية Comprehensive Influenza Vaccine Initiative (CCIVI)
- Vaccine Strains vs. Circulating Strains
- NHS seasonal flu vaccination campaign NHS flu fighter
- History of past WHO seasonal influenza vaccine composition recommendations
- Vaccine Research Center نسخة محفوظة 17 أغسطس 2007 على موقع واي باك مشين. Information from المعهد الوطني للحساسية والأمراض المعدية regarding preventative vaccine research studies
- About the flu jab (NHS Direct)
- World Health Organization's Initiative for Vaccine Research Influenza web page
- PandemicFlu.gov
- Influenza Strategies for Broad Global Access
- PATH's Vaccine Resource Library influenza resources
- Potter؛ Stott، D. J.؛ Roberts، M. A.؛ Elder، A. G.؛ O'Donnell، B.؛ Knight، P. V.؛ Carman، W. F. (1997). "Influenza vaccination of health care workers in long-term-care hospitals reduces the mortality of elderly patients". The Journal of infectious diseases. ج. 175 ع. 1: 1–6. DOI:10.1093/infdis/175.1.1. PMID:8985189.
- Orr، Pamela (2000). "Influenza vaccination for health care workers: A duty of care". Canadian Journal of Infectious Diseases. ج. 11 ع. 5: 225–6. PMC:2094777. PMID:18159292.
- CDC 2009 H1N1 Influenza Vaccine Supply Status
- CDC Vaccine Information Statement Inactivated Inﬂuenza Vaccine
- 2009-10 Swine Flu Vaccination Clinic Locations in Canada
- Read Congressional Research Service (CRS) Reports regarding Influenza and vaccines
- Influenza Research Database – Database of influenza genomic sequences and related information.
- Health-EU portal EU response to influenza
- European Commission - Public Health EU coordination on Pandemic (H1N1) 2009
- مراكز مكافحة الأمراض واتقائها - Vaccines and Preventable Diseases - Seasonal Influenza (Flu) Vaccination
- مراكز مكافحة الأمراض واتقائها - Misconceptions about Seasonal Influenza and Influenza Vaccines
- Influenza Vaccine (NYTimes / Adam)